# Temelucha ejuncida
Temelucha ejuncida là một loài tò vò trong họ Ichneumonidae.